# Liste der Baudenkmäler in Moosach (München)
Auf dieser Seite sind die Baudenkmäler im Münchner Stadtteil Moosach im gleichnamigen Stadtbezirk 10 aufgelistet. Zu diesen Baudenkmälern gibt es auch eine Bildersammlung und ein Fotoalbum mit ausgewählten Bildern.
Diese Liste ist Teil der Liste der Baudenkmäler in München. Grundlage ist die Bayerische Denkmalliste, die auf Basis des bayerischen Denkmalschutzgesetzes vom 1. Oktober 1973 erstmals erstellt wurde und seither durch das Bayerische Landesamt für Denkmalpflege geführt und aktualisiert wird. Die folgenden Angaben ersetzen nicht die rechtsverbindliche Auskunft der Denkmalschutzbehörde.

## Ensembles
- Ortskern Moosach. Der Bereich um den Moosacher St.-Martins-Platz repräsentiert das Zentrum des ehemaligen Ortskerns Moosach mit der alten Pfarrkirche und dem Schloss. (E-1-62-000-37)

## Einzelbauwerke
| Lage                                                                | Objekt                                                               | Beschreibung | Akten-Nr.        | Bild                                                          |
| ------------------------------------------------------------------- | -------------------------------------------------------------------- | --- | ---------------- | ------------------------------------------------------------- |
| Baldurstraße 1–13 (ungerade) (Standort)                             | Wohnblock                                                            | 1926–28 nach Entwurf von Heinrich Bergthold als Teil einer geplanten Großsiedlung errichtet; trapezförmige Anlage um engen Hof, der Kopfbau zur Dachauer Straße viergeschossig mit Gaststätte, die übrigen Flügel dreigeschossig, die langgestreckten Flanken rhythmisiert durch die Abfolge der steinmetzmäßig bearbeiteten Betonrahmungen der Hauseingänge; dazu gehörig Homerstraße 10 und 12, Dietrichstraße 2–12 (gerade). | D-1-62-000-569   | weitere Bilder                                                |
| Baldurstraße 28 (Standort)                                          | Westfriedhof                                                         | Angelegt von Hans Grässel 1897 ff., mehrfach erweitert. Friedhofsgebäude im frühchristlichen Stil, 1897–1902 von Grässel: östlich Verwaltungsgebäude, in der Mitte Versammlungshalle (Kuppelbau mit wohlerhaltener Innenraumgestaltung), westlich Leichenhaus in Form einer Basilika mit Turm und Annexen; die drei Teile durch Arkadengänge verbunden. Nördlich Terrasse, mit steinerner Ölberggruppe unter Baldachin; am Abgang zum zentralen, von Vasenpfeilern umgebenen Gartenparterre östlich hoher Pfeiler mit Feuerschale; im Parterrezentrum steinerne Kreuzgruppe. Westlich an der großen Ostwestallee großer Brunnen, bezeichnet 1911; unweit westlich Platz mit zwei gleichartigen Brunnen von 1901 bzw. 1911. Am Ostende von Gräberfeld 101 Gehäuse mit großer geschnitzter Kreuzgruppe. Gartenkünstlerisch bedeutende Anlage mit zahlreichen Grabdenkmälern seit der Jahrhundertwende. | D-1-62-000-570   | weitere Bilder                                                |
| Bernhard-Borst-Straße 1/3/5/7/9 (Standort)                          | Borstei                                                              | 1924–30 von Bernhard Borst und Oswald E. Bieber erbaut; weitläufige, in sich geschlossene Wohnsiedlung aus langgestreckten, einheitlich gestalteten, sparsam historisierenden, mehrgeschossigen Mietshauszeilen, die sich um mit kunstvoll angelegten Gärten gefüllte Höfe und platzartig erweiterte Straßen gruppieren; in den Gärten eine große Zahl von Brunnen, Plastiken und Vasen; mehrere in Fassaden eingefügte Reliefs; verschiedentlich Fassadenmalerei. Mit Dachauer Straße 140/140a/140b/140c/140d/140e/142/144/144a/146, Hengelerstraße 1–9, Hildebrandstraße 7/9/11/12/13/14/16, Lampadiusstraße 2/4/6/8/10, Löfftzstraße 1–6/8/10, Pickelstraße 1/3/5/7/9/9a/11/13/15/17/19, Voitstraße 1–10/12, Franz-Marc-Straße 1–13. | D-1-62-000-1163  | weitere Bilder                                                |
| Bingener Straße 4 (Standort)                                        | Kleinhaus                                                            | ländlicher Typ, erdgeschossig, wohl 1. Hälfte 19. Jahrhundert | D-1-62-000-753   | Kleinhaus                                                     |
| Dachauer Straße (Standort)                                          | Gedenkbrunnen                                                        | für den Maler und Dichter Christian Bärmann (1881–1927), mit Sitzfigurengruppe Großvater und Kind, 1932 von Otto Hohlt; an der Nordwestecke der Borstei, vor Eckhaus Lampadiusstraße 2 | D-1-62-000-1164  | Gedenkbrunnen                                                 |
| Dachauer Straße 274 (Standort)                                      | Gasthof Alter Wirt                                                   | stumpfwinkelige Zweiflügelanlage in Ecklage, Wirtsgarten, äußere Erscheinung um 1900 | D-1-62-000-1174  | Gasthof Alter Wirt                                            |
| Dachauer Straße 275–287 (ungerade) (Standort)                       | Wohnblock                                                            | 1926–28 nach Entwurf von Heinrich Bergthold als Teil einer geplanten Großsiedlung errichtet; trapezförmig vierflügelige Anlage zu vier Geschossen, an der Längsfront zur Dachauer Straße zwei Treppenerker, an der Rückseite zur Walter-Flex-Straße Mittelturm und Eckrisalite, die Fronten zum weiträumigen und begrünten Hof durch zweiseitige Treppentürme und klinkergerahmte Achsen mit Doppelloggien belebt; dazugehörig Dietrichstraße 1/3/5, Walter-Flex-Straße 2–14 (gerade), Postillonstraße 2–10 (gerade). | D-1-62-000-1175  | weitere Bilder                                                |
| Dachauer Straße 431 (Standort)                                      | Malerisches Eckhaus                                                  | mit Turm und Loggien, 1909 von Paul Breitsameter; Hausfigur Muttergottes | D-1-62-000-1177  | Malerisches Eckhaus                                           |
| Dietrichstraße 2–12 (gerade) (Standort)                             | Wohnblock                                                            | vergleiche Baldurstraße 1–13 (ungerade) | D-1-62-000-569   | weitere Bilder                                                |
| Emmy-Noether-Straße 2/4/6/8/10 (Standort)                           | Wasserturm                                                           | Quadratischer Unterbau mit oktogonalem Aufbau und Zeltdach, errichtet im Reduktionsstil von Hans Ries und Robert Rehlen, 1906–09; ehemalige Gaszählerwerkstatt, ein- bzw. zweigeschossiger Gruppenbau mit Walmdach im Reduktionsstil, von Hans Ries und Robert Rehlen, 1906–09; Einfriedung, mit kleinem Pavillonbau, gleichzeitig; auf dem Gelände des Gaswerkes. | D-1-62-000-7802  | Wasserturm                                                    |
| Feldmochinger Straße 35a (Standort)                                 | Ehemaliges Kleinbauernhaus                                           | erdgeschossig, im Kern 1. Hälfte 19. Jahrhundert | D-1-62-000-1658  | Ehemaliges Kleinbauernhaus                                    |
| Feldmochinger Straße 38 (Standort)                                  | Ehemaliges Bauernhaus, ehemaliges Gasthaus Spiegl                    | erdgeschossig, im Kern wohl um 1800 | D-1-62-000-1659  | weitere Bilder                                                |
| Hanauer Straße 10/10a/12/12a/14/14a, Richthofenstraße 11 (Standort) | Lehrkolonie Moosach                                                  | Versuchsbauten zur Erprobung von Ersatzbaustoffen, 1919 als Einfamilien-Kleinhausbauten im Landhausstil für die Bayerische Landessiedlung erbaut. Vier (vormals fünf) erdgeschossige Doppelhäuser, die Nrn. 10/10a/12/12a/14/14a traufständig an der Hanauer Straße durch das Baugeschäft Karl Stöhr, Richthofenstraße 11 giebelständig auf den rückwärtigen Grundstücken durch die Gebrüder Rank errichtet. | D-1-62-000-2391  | Lehrkolonie Moosach                                           |
| Hartmannshofer Straße 20 (Standort)                                 | Gaststätte Fasanerie                                                 | zweigeschossiger Putzgliederbau mit Walmdach, Ende 18. Jahrhundert | D-1-62-000-2428  | Gaststätte Fasanerie                                          |
| Homerstraße 10/12 (Standort)                                        | Wohnblock                                                            | vergleiche Baldurstraße 1–13 (ungerade) | D-1-62-000-569   | weitere Bilder                                                |
| Hugo-Troendle-Straße 6; Templestraße 1/3/5 (Standort)               | Kath. Pfarrkirche St. Mauritius                                      | Anlage aus Pfarrkirche, Gemeindehaus und Turm an gemeinsamen Hof, von Herbert Groethuysen, Detlef Schreiber und Gernot Sachsse, 1966/67 | D-1-62-000-8574  | weitere Bilder                                                |
| Hugo-Troendle-Straße 53; Gubestraße 4 (Standort)                    | Evang.-Luth. Hl.-Geist-Kirche                                        | Saalbau mit flachem Satteldach, westwerkartigem Vorbau mit zwei Spitzhelmen und ostseitigem Eingangsvorbau mit abgeschlepptem Satteldach; über südwestlichem Vorhof mit Umfassungsmauer angegliedertes Pfarr- und Gemeindehaus, zweigeschossiger Satteldachbau; von Christoph von Petz, 1957/58 | D-1-62-000-11206 | weitere Bilder                                                |
| Im Eichgehölz 11 (Standort)                                         | Wohnhaus                                                             | eingeschossiger Traufseitbau mit hohem Satteldach, Schleppgauben und verlatteten Giebeln, Nebenflügel mit Freisitz und Gewächshaus, von Josef Wiedemann für sich selbst erbaut, 1953/54, vorgelagerter erdgeschossiger Atelierbau, 1961–1963; mit Garten, 1953/54; mit Umfriedung des Vorgartens, gleichzeitig | D-1-62-000-9936  | Wohnhaus                                                      |
| Im Eichgehölz 15 (Standort)                                         | Wohnhaus                                                             | des Landschaftsarchitekten Alfred Reich, eingeschossiger sockelloser Satteldachbau, nach Süden raumhoch befenstert, Nebenflügel mit Freisitz und Gewächshaus, von Gustav Gsaenger, 1950; Garten als weitläufige Freifläche mit Baumgruppen, mit Mauern und Bepflanzung gefasst, mit Schwimmbad, von Alfred Reich, nach 1950 | D-1-62-000-8487  | weitere Bilder                                                |
| Leipziger Straße 11 (Standort)                                      | Neue Kath. Pfarrkirche St. Martin                                    | 1922–23 von Hermann Leitenstorfer; mit Ausstattung. | D-1-62-000-3817  | weitere Bilder                                                |
| Moosacher St.-Martins-Platz 1 (Standort)                            | Alte Kath. Pfarrkirche St. Martin                                    | Im Kern romanisch, gotisch und barock verändert, mit Satteldachturm. Friedhof mit Grabdenkmälern um die Kirche. | D-1-62-000-4610  | weitere Bilder                                                |
| Moosacher St.-Martins-Platz 2 (Standort)                            | Moosacher Schloss oder Pelkovenschlösschen                           | zweigeschossiger, rechteckiger Walmdachbau mit Schornsteinkopf, 1680, 1853 nach Westen erweitert, lobende Erwähnung beim Fassadenpreis 2004 | D-1-62-000-4611  | Moosacher Schloss oder Pelkovenschlösschen                    |
| Nederlinger Straße 78 (Standort)                                    | Ehemaliger Gutshof Nederling (jetzt zur Stadtgartendirektion)        | Haus I: Walmdachbau von ca. 1800; Haus II: Satteldachhaus, 1. Hälfte 19. Jahrhundert | D-1-62-000-571   | Ehemaliger Gutshof Nederling (jetzt zur Stadtgartendirektion) |
| Pelkovenstraße 37 (Standort)                                        | Villa                                                                | Neurenaissance, mit Rundturm, 1898 | D-1-62-000-5190  | Villa                                                         |
| Pelkovenstraße 43 (Standort)                                        | Satteldachhaus                                                       | vom ländlichen Typ mit Neurenaissancegliederung, Ende 19. Jahrhundert | D-1-62-000-5191  | Satteldachhaus                                                |
| Pelkovenstraße 55 (Standort)                                        | Zweigeschossiges Schweifgiebelhaus                                   | mit geschnitztem Laubenvorbau, 2. Hälfte 19. Jahrhundert | D-1-62-000-5193  | Zweigeschossiges Schweifgiebelhaus                            |
| Pelkovenstraße 60 (Standort)                                        | Ehemaliges Pfarrhaus                                                 | in spätklassizistischer Tradition, 1879–80; ehemaliges Armenhaus | D-1-62-000-5195  | Ehemaliges Pfarrhaus                                          |
| Pelkovenstraße 67 (Standort)                                        | Erdgeschossiges ehemaliges Kleinbauernhaus                           | Wageneinfahrt mit hochgezogenem Dach (sogenanntes Froschmaul), wohl 1800/50. | D-1-62-000-5196  | Erdgeschossiges ehemaliges Kleinbauernhaus                    |
| Pelkovenstraße 69 (Standort)                                        | Erdgeschossiges ehemaliges Kleinbauernhaus                           | erdgeschossiger Satteldachbau mit erhöhter Wageneinfahrt, 1. Hälfte 19. Jahrhundert | D-1-62-000-5197  | Erdgeschossiges ehemaliges Kleinbauernhaus                    |
| Pelkovenstraße 78 (Standort)                                        | Ländliches Wohnhaus                                                  | im Kern vielleicht noch 18. Jahrhundert; Gruppe mit Nr. 80 | D-1-62-000-5198  | Ländliches Wohnhaus                                           |
| Pelkovenstraße 79 (Standort)                                        | Erdgeschossiges ehemaliges Kleinbauernhaus                           | im Kern wohl 1. Hälfte 19. Jahrhundert; verschalt | D-1-62-000-5199  | Erdgeschossiges ehemaliges Kleinbauernhaus                    |
| Pelkovenstraße 80 (Standort)                                        | Zweigeschossiges Bauernhaus                                          | wohl 1. Hälfte 19. Jahrhundert; Gruppe mit Nr. 78 | D-1-62-000-5200  | Zweigeschossiges Bauernhaus                                   |
| Pelkovenstraße 81 (Standort)                                        | Zweigeschossiges ehemaliges Bauernhaus                               | 19. Jahrhundert; an der Feldmochinger Straße | D-1-62-000-5201  | Zweigeschossiges ehemaliges Bauernhaus                        |
| Pelkovenstraße 86 (Standort)                                        | Vorstadthaus                                                         | im Landhausstil mit Eckturm, 1900 von Andreas Aigner, 1910 umgebaut | D-1-62-000-5202  | Vorstadthaus                                                  |
| Quedlinburger Straße 46 (Standort)                                  | Ehemaliges Kleinbauernhaus                                           | erdgeschossig, wohl 1. Hälfte 19. Jahrhundert | D-1-62-000-5638  | Ehemaliges Kleinbauernhaus                                    |
| Rangierbahnhof München-Nord (Standort)                              | Teil des ehemaligen Herrenhauses eines Gestüts                       | sogenanntes Schloss Ludwigsfeld, viergeschossiger neuromanischer Turm, 1892; seit 1989 im Lärmschutzwall | D-1-62-000-9964  | BW                                                            |
| Untermenzinger Straße 1 (Standort)                                  | Ehemalige Waggonfabrik Josef Rathgeber AG, jetzt Firma F. X. Meiller | Umfangreiches Werksgelände, von den Gebrüdern Rank, 1908/09: Verwaltungsbau, zwei- bzw. dreigeschossiger historisierend Walmdachbau mit polygonalen Eckerkern und Zwerchhäusern, 1908; Torbau und ehemaliges Kontrollgangsgebäude, erdgeschossiger Satteldachbau mit Putzgliederung und Uhrturm, 1908; Werkshallen, acht erdgeschossig, flachgedeckte, schlicht-funktionale Eisenbetonbauten in rasterartiger Anordnung mit Laternensheds, 1908/09, Hallen zum Teil nachträglich baulich verbunden. | D-1-62-000-7164  | weitere Bilder                                                |

## Ehemalige Baudenkmäler
In diesem Abschnitt sind Objekte aufgeführt, die früher einmal in der Denkmalliste eingetragen waren, jetzt aber nicht mehr. Objekte, die in anderem Zusammenhang also z. B. als Teil eines Baudenkmals weiter eingetragen sind, sollen hier nicht aufgeführt werden. Aktennummern in diesem Abschnitt sind ehemalige, jetzt nicht mehr gültige Aktennummern. 

| Lage                          | Objekt     | Beschreibung | Akten-Nr.       | Bild       |
| ----------------------------- | ---------- | --- | --------------- | ---------- |
| Nederlinger Straße (Standort) | Röth-Linde | mächtige alte Linde mit Gedenktafel an Professor Philipp Röth (1841–1921); unweit westlich von Baldurstraße 64 da keine von Menschen geschaffene Sache, wurde sie 2009 aus der Denkmalliste gestrichen, ist aber als Naturdenkmal geschützt. | D-1-62-000-4696 | Röth-Linde |